# حسين كازراني
حسين كازراني (بالفارسية: حسین کارزانی)، من مواليد مدينة آراك الإيرانية بتاريخ 13 أبريل 1947م، لعب مع منتخب بلاده في نهائيات كأس العالم لكرة القدم سنة 1978م في الأرجنتين.